# Schweinegeld – Ein Märchen der Gebrüder Nimm
Schweinegeld – Ein Märchen der Gebrüder Nimm ist eine satirische deutsche Filmkomödie aus dem Jahre 1989 von Norbert Kückelmann mit Armin Mueller-Stahl in der Hauptrolle.

## Handlung
Maxwell, ein Berliner Clochard mit eigener Lebensphilosophie, Wally, eine bemühte Schauspielerin ohne Engagement, und der Lebenskünstler und Luftikus Harry, ein weitgehend tätigkeitsloser Filmproduzent, haben die Nase voll: Was die Wirtschaftsbosse im ganz großen Stil betreiben, müsste den zwei nicht mehr ganz taufrischen Herren und der glücklosen Künstlerin eigentlich auch gelingen: Mit wenig Aufwand den ganz großen Reibach machen. Sie gründen einen ominösen Verein namens „Die kleine Glücksidee“, der älteren Menschen gegen Entgelt die Erfüllung von Lebensträumen ermöglichen soll. Die Geschäftsidee verspricht natürlich nicht unbedingt das ganz große Geld, aber immerhin könnte dies ein Anfang sein, und zum (Über-)Leben reicht es allemal. Da sind die Geschäfte des Tattenbach-Konzerns von ganz anderem Kaliber. Nur passiert den Herren dieser Firma ein ziemlich schreckliches Malheur: Ihnen sind die Spendenlisten abhandengekommen. Dies wäre nicht allzu schlimm, würden diese Listen mit normalen, legalen Spenden und nicht mit schwarzen Spendenkassen, Geldwäschevorgängen und Bestechungen korrupter Politiker in Zusammenhang stehen. Derzeit steht besonders viel auf dem Spiel. Einige Parlamentarier wurden mit dem Tattenbachschen „Schweinegeld“ geschmiert, um ein illegales Waffengeschäft einzufädeln.
Dies ist der Moment, in dem sich die Wege des Elefanten und der Maus unter den bundesdeutschen Firmen kreuzen. Denn, wäre es nicht eine besonders profitable und bedeutende Glücksidee, den Tattenbachern ihre verschwundene Bestechungsliste wiederzubeschaffen? Alles könnte so gut laufen, würde da nicht plötzlich ein aufrechter Steuerfahnder namens Ferdinand Liebkind auftauchen, der geradezu heiß darauf ist, den Tattenbach-Bossen illegale Praktiken nachzuweisen, der aber unter den eigenen Leuten leidet, da seine eigene Behörde ihn in schönster Regelmäßigkeit an der ordentlichen Ausübung seines Berufs hindert. Liebkind und die drei kleinen Überlebenskünstler treffen schließlich aufeinander und müssen feststellen, dass „die da oben“ ihnen offensichtlich den Garaus machen wollen, und so tun sie sich in wehrhafter Absicht zusammen. Im Rahmen einer konzertierten Aktion werden die schwarzen Kassen des Konzerns beschlagnahmt und die Spendenliste, die zwischenzeitlich durch mehrere Hände gegangen ist, einkassiert. Zwar scheint der Gerechtigkeit zum Sieg verholfen zu sein, doch die Belege für die Untaten wurden versehentlich vernichtet. Wenigstens hat der prinzipientreue Liebkind in der durch die Geschäftsidee nicht unvermögenden Wally seine Herzdame gefunden.

## Produktionsnotizen
Schweinegeld – Ein Märchen der Gebrüder Nimm entstand 1988 und wurde am 20. Februar 1989 uraufgeführt. Die Fernsehpremiere war am 23. Oktober 1994 in der ARD.
Die Ausstattung besorgte Olaf Schiefner, die Kostüme entwarf Astrid Rühr.

## Kritiken
Die Bewertungen der Spätinszenierung des Rechtsanwalts Kückelmann fielen eher mau aus. Nachfolgend vier Beispiele.
Die Fachzeitschrift Cinema nannte den Film einen redlich bemühten Schwank, dem der nötige Biss fehle und „der niemandem richtig wehtut und schon gar keinen angreift“.
Im Lexikon des Internationalen Films heißt es: „Eine matte Komödie, die ihre Themen - Geldwäscherei und Korruption - zugunsten einer weitgehend unverbindlichen Posse verschenkt und nicht aufklärt, sondern nur an die Schadenfreude des Publikums appelliert.“
Hans Messias vom film-dienst verortete bei dem Streifen eine „weitgehend unverbindliche Posse und Langeweile“ und empfand es als ärgerlich, dass der Regisseur aus dem politisch brisanten Stoff realer Einflussnahme der deutschen Wirtschaft auf die hiesige Politik “nur einen mit vielen Mätzchen überfrachteten, belanglosen Film inszeniert” habe.
Wolfgang Brenner stieß ins gleiche Horn. Er schrieb im TIP Magazin, Kückelmanns Film gehe nicht in die Tiefe, zeige das gesamte Problem der Korrumpierbarkeit der Politik nicht scharfkantig an. Fazit: “Solange man nicht an die Grundfesten rührt und bloß längst abgelegte Karikaturen karikiert – wie das Kückelmann in seiner unverbindlichen Schmonzette tut, lässt es sich auch noch bequem mit lächerlichen Gegenentwürfen hantieren. So siegen, wenn es denn sein muss, über die neue Prosperität Bauernschläue, Herzensgüte, Redlichkeit und Hoppla-jetzt-komm-ich-Attitüden”.